# Rillaton Barrow

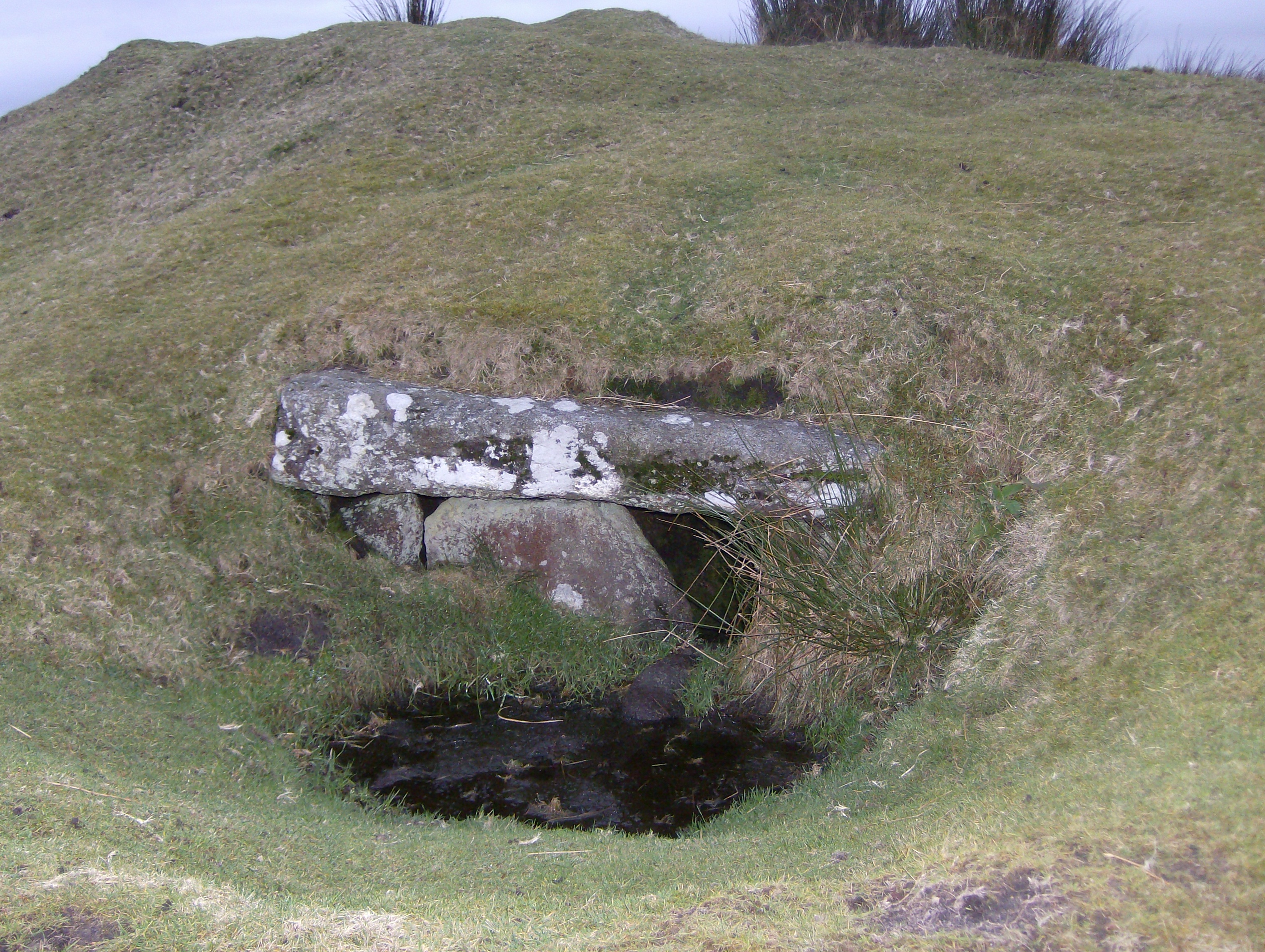
Blockierter Zugang zum Rillaton Barrow (Fundplatz)

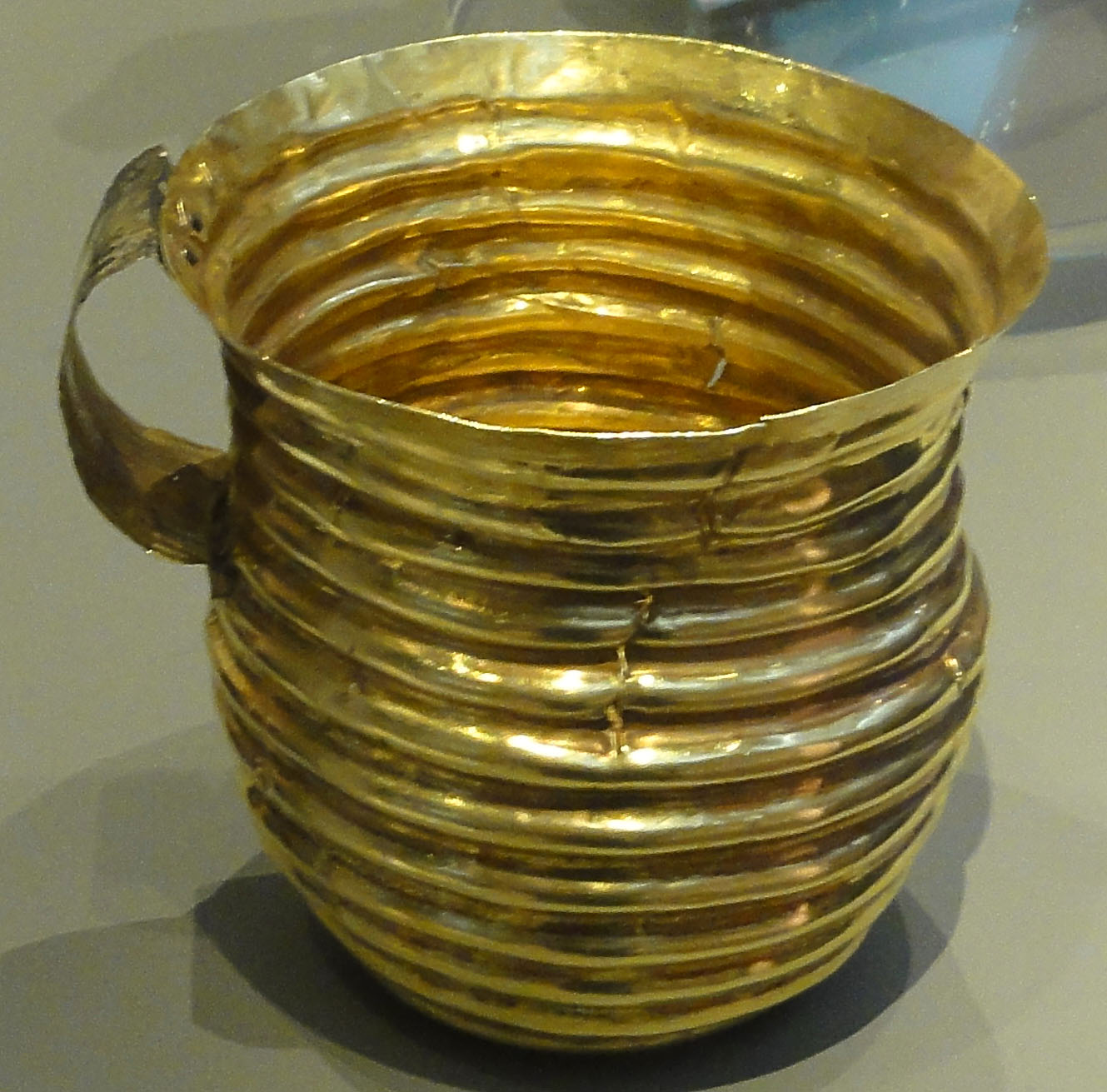
Der „Rillaton Gold Cup“

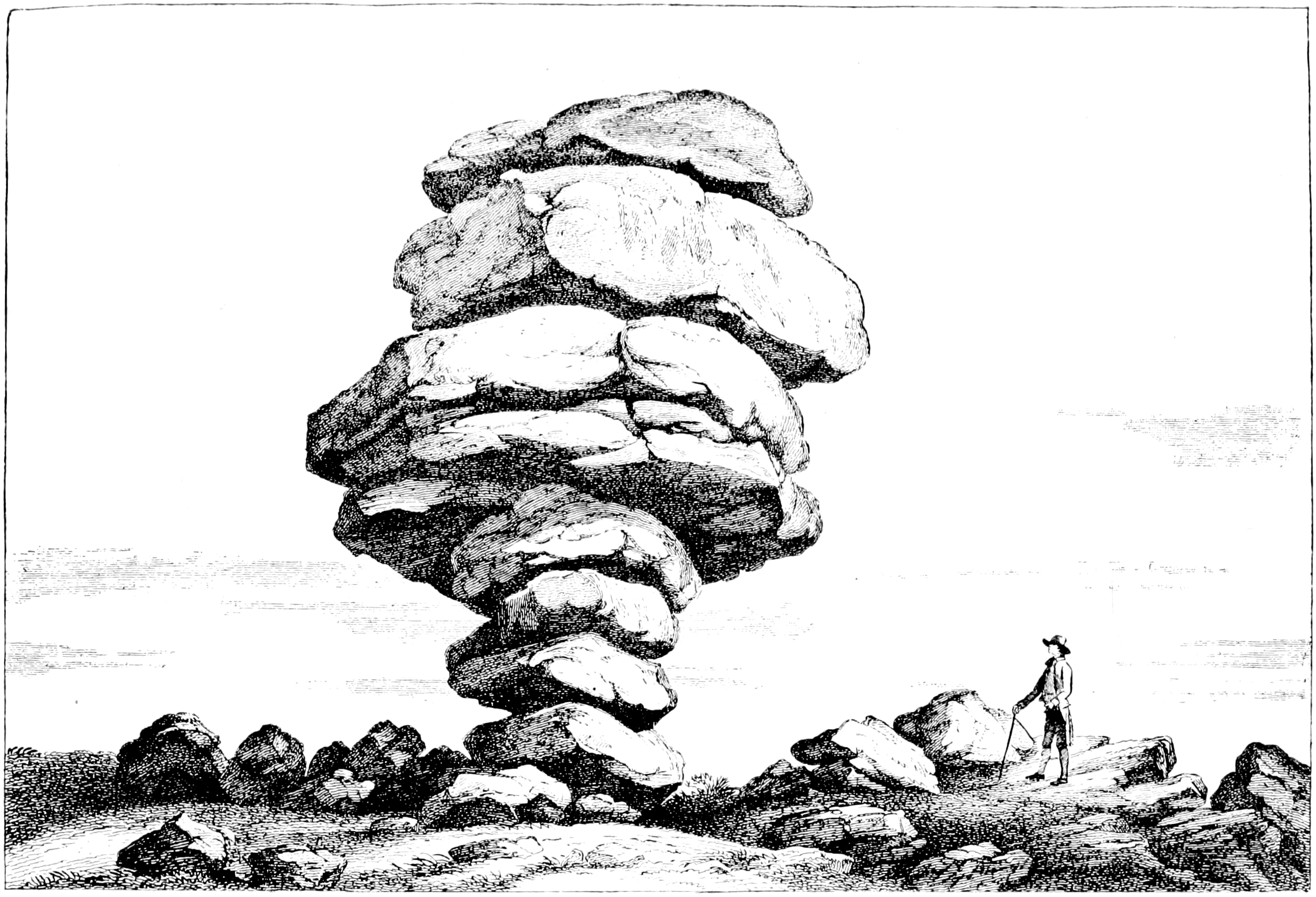
Der Cheesewring im Book of the West

Der Rillaton Barrow (auch Craddock Moor barrow genannt) ein großer frühbronzezeitlicher Grabhügel, befindet sich bei dem Dorf Minions, nördlich von Liskeard im Bodmin Moor in Cornwall. Das Dorf liegt am Caradon Hill, der höchsten Erhebung im Südosten Cornwalls. In der Umgebung befinden sich weitere vorgeschichtliche Denkmäler und Kupferbergwerke.

## Hügel und Steinkiste
Der  Hügel stammt aus der Zeit zwischen 1700 und 1500 v. Chr. und hat 30 m Durchmesser. Im Jahre 1837 entdeckten steinesuchende Bergleute am östlichen Rand des Hügels eine Steinkiste aus Granit. Die 2,4 m lange und 1,1 m breite Kiste enthielt die Überreste eines menschlichen Skeletts, einen Kupferdolch, Keramik, Perlen und die so genannte „Rillaton Gold Cup“.

## Der Gold Cup
Die „Rillaton Gold Cup“ ist eine horizontal gerippte Tasse von 80 mm Höhe. Die Form hat eine besondere Parallele im Goldbecher von Eschenz im Kanton Thurgau in der Schweiz, sowie in der (Aunjetitzer Kultur), in der Emilia-Romagna (Montecchio Emilia) und in England (Ringlemere Gold Cup, in Kent). Das Stück ist entweder vom Kontinent importiert oder eine lokale Nachahmung. Es erforderte großes Geschick, das gewellte Profil herzustellen. Der Griff ist mit zwei Gruppen von Nuten verziert und am Tassenkörper mit rautenförmigen Scheiben befestigt. Von besonderem Interesse ist die Abbildung des Bechers mit einem gewellten, abgerundeten Boden, wie aus einer Skizze hervorgeht, die den Becher im Fundzustand (möglicherweise im Jahr 1818) zeigt: Dies belegt, dass der Boden später abgeflacht wurde. Dies ist von Bedeutung, weil man lange Zeit dachte, es handele sich um ein Trinkgefäß.
Die Tasse, die sich einige Zeit im Besitz der königlichen Familie befand, ist seit 1936 im Britischen Museum. Eine Kopie der Rillaton Cup steht im Cornwall Museum in Truro. Viele andere Artefakte aus der Steinkiste sind verloren gegangen.

## In der näheren Umgebung
- Der Steinkreis von Craddock Moor, der Granittor Cheesewring und der Druids Chair liegen etwa 1½ km nördlich, bei Nether Minions im Moor. Die Felsformationen sind das Ergebnis der über Jahrtausende wirkenden Erosion der Granitschichten.
- The Hurlers, ein bronzezeitlicher Komplex aus drei Steinkreisen, liegen 200 m vom Rillaton Barrow an der Westseite des Dorfes und der Menhir „The Longstone/Lang Tom“ liegt 850 m entfernt.
- Die Pipers sind ein Menhirpaar in der Nähe der Hurlers.

In der Umgebung wurde Bergbau auf Kupfer betrieben. Einziges Überbleibsel aus dieser Zeit ist die Ruine eines Kraftwerks, alle übrigen Überreste sind verschwunden. Die für den Transport des silber-grauen Granits 1844 eröffnete Bahnlinie nach Liskeard und Looe für den Export ist nur noch stellenweise sichtbar und wird von Wanderern oder Reitern verwendet.
Nördlich des Dorfes steht das restaurierte Houseman’s Engine House mit einer Ausstellung über die Geschichte und Natur der Umgebung.